# Wendy Hogg
Wendy Hogg z domu Cook (ur. 15 września 1956 w Vancouver) – kanadyjska pływaczka, brązowa medalistka olimpijska z Montrealu.
Zawody w 1976 były jej drugimi igrzyskami olimpijskimi, debiutowała w 1972. Zdobyła brąz w sztafecie 4x100 metrów stylem zmiennym. W 1973 byłą brązową medalistką mistrzostw świata na 100 metrów stylem grzbietowym. Wywalczyła trzy złote medale  Igrzysk Brytyjskiej Wspólnoty Narodów  w 1974, zwyciężając na 100 i 200 metrów stylem grzbietowym oraz w sztafecie stylem zmiennym.